# Scaphoideus angustatus
Scaphoideus angustatus är en insektsart som beskrevs av Delong och Beery 1936. Scaphoideus angustatus ingår i släktet Scaphoideus och familjen dvärgstritar. Inga underarter finns listade i Catalogue of Life.